# Медаль «За заслуги в развитии местного самоуправления в Республике Татарстан»
Медаль «За заслуги в развитии местного самоуправления в Республике Татарстан» (тат. «Татарстан Республикасында җирле үзидарәне үстерүдәге казанышлар өчен» медале) — государственная награда Республики Татарстан, учреждённая 31 декабря 2010 года и вручаемая раисом Республики Татарстан.

## История
Медаль «За заслуги в развитии местного самоуправления в Республике Татарстан» учреждена Законом Республики Татарстан от 31 декабря 2010 года, принятым Государственным советом Республики Татарстан за подписью президента Республики Татарстан Р. Н. Минниханова. Татарстан оказался первым субъектом Российской Федерации, в котором была создана награда для заслуг в области развития местного самоуправления. Кроме того, учреждение такой медали в Татарстане стало одним из редких на региональном уровне примеров признания муниципальных заслуг, на чём специализируются в основном республики Российской Федерации, при отсутствии таковых наград на федеральном уровне вообще. Описание медали было утверждено указом президента от 22 августа 2011 года. Внешний вид медали был разработан художниками Союза геральдистов России. По состоянию на 2020 год, медалью награждено более 500 человек.

## Статут
Медалью «За заслуги в развитии местного самоуправления в Республике Татарстан» награждаются граждане Российской Федерации, иностранные граждане и лица без гражданства «за выдающиеся заслуги в становлении и развитии местного самоуправления в Республике Татарстан, повышении эффективности деятельности органов местного самоуправления, решении вопросов местного значения исходя из интересов населения с учетом исторических и иных местных традиций». Вышестоящей по отношению к медали наградой является медаль «За доблестный труд», нижестоящей — медаль «Родительская доблесть». Медаль носится на левой стороне груди, после орденов и медалей Российской Федерации и СССР, а также орденов Республики Татарстан, медали ордена «За заслуги перед Республикой Татарстан» и медали «За доблестный труд».
Награждение медалью, как и остальными государственными наградами Татарстана, производится указом раиса Республики Татарстан по решению соответствующей комиссии по государственным наградам, официальное сообщение о награждении публикуется в газете «Республика Татарстан». Вручение медали производится раисом или другими должностными лицами по его поручению на соответствующей торжественной церемонии. Награждённым предоставляется ежемесячная денежная выплата в размере 400 с лишним рублей, субсидии в размере 50 процентов расходов по оплате жилья, коммунальных услуг, телефонной связи, радио, коллективной антенны.

## Описание

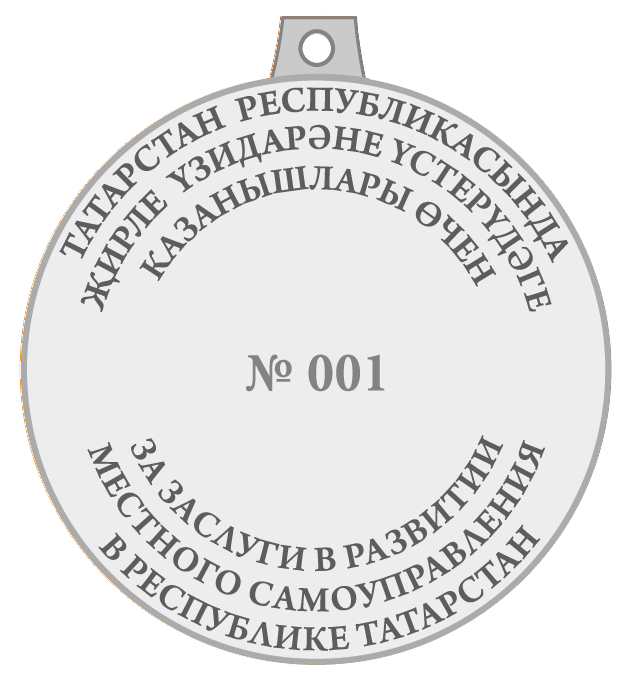
Реверс медали

Медаль «За заслуги в развитии местного самоуправления в Республике Татарстан» изготовлена из серебра 925 пробы в форме круга диаметром 32 миллиметра, окаймлённого с обеих сторон выпуклым бортиком. На аверсе медали изображена карта Татарстана в золотистом цвете, на которой в схематической форме выделены граница муниципальных районов и городских округов республики. По окружности карта обрамлена двумя лавровыми ветвями, перекрещивающимися книзу, тогда как вверху их венчает изображение государственного герба Республики Татарстан. На аверсе медали в центре выбит номер, а по окружности в три строки расположены две надписи: на татарском языке — «ТАТАРСТАН РЕСПУБЛИКАСЫНДА ҖИРЛЕ ҮЗИДАРӘНЕ ҮСТЕРҮДӘГЕ КАЗАНЫШЛАРЫ ӨЧЕН», на русском языке — «ЗА ЗАСЛУГИ В РАЗВИТИИ МЕСТНОГО САМОУПРАВЛЕНИЯ В РЕСПУБЛИКЕ ТАТАРСТАН». Все изображения являются рельефными. При помощи ушка и кольца медаль соединена с пятиугольной колодкой, которая обтянута шёлковой муаровой лентой шириной в 24 мм. Лента выполнена в четырёх цветах: полосы золотистого цвета по обеим краям шириной 2 мм, центральная полоса белого цвета шириной 2 мм, по обеим сторонам от которой — полоса зеленого цвета (слева) и красного цвета (справа), по 9 мм шириной каждая.